# Гонсалес, Эдмундо
Эдмундо Гонсалес Уррутия (исп. Edmundo González Urrutia; род. 29 августа 1949, Ла-Виктория, Венесуэла) — венесуэльский оппозиционный политик, дипломат и политолог. Ранее работал послом Венесуэлы в Аргентине и Алжире. Гонсалес также входит в редакционную коллегию газеты El Nacional. Являлся кандидатом в президенты от политического альянса «Единая платформа» на президентских выборах в Венесуэле 2024 года.

## Биография

### Ранние годы
Гонсалес родился в Ла-Виктории в 1949 году в семье школьного учителя и владельца магазина. Он получил степень в области международных исследований в Центральном университете Венесуэлы и степень магистра искусств в области международных отношений в Американском университете в 1981 году.

### Дипломатическая карьера
Гонсалес начал свою дипломатическую карьеру, работая в Министерстве иностранных дел Венесуэлы. Он работал в Сальвадоре и Бельгии, а затем в 1978 году стал первым секретарём посла Венесуэлы в США.
С 1991 по 1993 год Гонсалес занимал должность посла Венесуэлы в Алжире. С 1994 по 1999 год он возглавлял Главное управление международной политики Министерства иностранных дел. В конце февраля 1999 года Гонсалес прибыл в Аргентину вместе с недавно вступившим в должность президентом Венесуэлы Уго Чавесом, получив верительные грамоты на должность посла. Находясь в Аргентине, он способствовал вступлению Венесуэлы в МЕРКОСУР. Его работа в должности посла в Аргентине окончилась в 2002 году.

### Политическая карьера
С 2013 по 2015 год Гонсалес был международным представителем политического альянса венесуэльской оппозиции «Круглый стол демократического единства».

#### Президентская кампания 2024 года
В 2020-х годах Эдмундо Гонсалес стал председателем оппозиционного политического альянса «Единая платформа», преемника «Круглого стола демократического единства».
После того, как Национальный избирательный совет объявил Марию Мачадо, которая выиграла президентские праймериз «Единой платформы» в 2023 году, не имеющей права занимать политические должности, а альтернативный кандидат Корина Йорис столкнулась с трудностями, не позволившими ей выдвинуть свою кандидатуру, Гонсалес был вынужден вступить в президентскую гонку в качестве кандидата от «Единой платформы» 26 марта 2024 года.
20 апреля 2024 года другой крупный кандидат от оппозиции Мануэль Росалес (партия «Новое время», от которой был выдвинут Росалес, состоит в «Единой платформе», но всё же изначально выдвинула своего кандидата) снял свою кандидатуру и поддержал Гонсалеса.
В апреле 2024 года Гонсалес заявил в интервью Франс Пресс, что Венесуэла должна отказаться от внутренних конфликтов, а также бороться за восстановление и переходный период. Своё участие в выборах он аргументировал внесением вклада в единство и борьбу за демократизацию. В том же интервью политик рассказал, что не имеет личных устремлений и никогда в жизни не представлял, что окажется в таком положении. Однако свои переживания он назвал второстепенными по отношению к предстоящим задачам. Гонсалес называет Марию Мачадо «лидером оппозиции» и «лидером этого унитарного процесса». Эдмундо Гонсалес также заявил, что своей целью считает объединение венесуэльцев и возвращение политических изгнанников с последующим восстановлением экономики и демократии.

## Личная жизнь
Гонсалес женат на Мерседес Лопес де Гонсалес.